# Kurtulus Öztürk
Kurtulus Öztürk (* 7. April 1980 in Werne) ist ein deutsch-türkischer Fußballtrainer und ehemaliger Spieler.

## Werdegang

### Spieler
Der Mittelfeldspieler Kurtulus Öztürk spielte als Jugendlicher in der Nachwuchsabteilung von Borussia Dortmund und gewann zwischen 1996 und 1998 drei deutsche Nachwuchsmeisterschaften in Folge. 1996 gewann er den Meistertitel der B-Junioren nach einem 6:1-Finalsieg über den 1. FC Saarbrücken, bei dem er seine Mannschaft in Führung brachte. Es folgten zwei Titel bei den A-Junioren. 1997 schlugen die von Michael Skibbe trainierten Dortmunder im Endspiel den TSV 1860 München mit 2:1. Ein Jahr später setzten sich die Borussen im Finale nach Elfmeterschießen gegen den FC Bayern München durch.
Im Sommer 1999 rückte Öztürk in die zweite Herrenmannschaft der Borussia auf und spielte in der drittklassigen Regionalliga West/Südwest. Nach einem Jahr wechselte Öztürk in die türkische Süper Lig zu Adanaspor, wo er auf 20 Einsätze in der höchsten Spielklasse kam. Dennoch kehrte Öztürk zu Borussia Dortmund II zurück und wurde in der Saison 2001/02 mit seiner Mannschaft Meister der Oberliga Westfalen. Er versuchte sich daraufhin erneut in der höchsten türkischen Liga und wechselte zu Diyarbakırspor. Nach nur fünf Einsätzen kehrte Öztürk 2004 erneut zu Borussia Dortmund II zurück. Ein Jahr später wechselte er in die Oberliga Westfalen zum FC Gütersloh 2000. In der Winterpause der Saison 2006/07 ging Öztürk zum Ligarivalen SV Lippstadt 08.
Zur Saison 2007/08 wechselte er zu Preußen Münster und wurde mit seiner neuen Mannschaft Meister der Oberliga Westfalen. Als er in der Regionalliga nur einmal eingesetzt wurde, wechselte Öztürk in der Winterpause zum Ligarivalen 1. FC Kleve. Die Saison 2009/10 verbrachte er beim Regionalligisten SC Verl, bevor er sich dem Westfalenligisten Hammer SpVg anschloss. Nach der Saison 2012/13 bei der SV Holzwickede ließ er seine Karriere zwischen 2013 und 2016 beim Werner SC ausklingen.

### Trainer
Als Trainer führte Kurtulus Öztürk den Werner SC in die Landesliga Westfalen. Anschließend schaffte er als Trainerassistent von Marco Antwerpen den Sprung in den Profibereich. Öztürk fungierte als Co-Trainer beim FC Viktoria Köln, Preußen Münster, Eintracht Braunschweig und den Würzburger Kickers.

## Erfolge
- Deutscher A-Juniorenmeister: 1997, 1998
- Deutscher B-Juniorenmeister: 1996
- Meister der Oberliga Westfalen: 2002, 2008